# گاز گرفتن جینجر
گاز گرفتن جینجر (به انگلیسی: Ginger Snaps) فیلمی است محصول سال ۲۰۰۰ و به کارگردانی جان فاوست است. در این فیلم بازیگرانی همچون امیلی پرکینز، کاترین ایزابل، کریس لمکی، میمی راجرز و جسی موس ایفای نقش کرده‌اند.